# Far from the Sun
Far from the Sun šesti je studijski album finskog heavy metal sastava Amorphis. Album je 26. svibnja 2003. godine objavila diskografska kuća EMI. Ovo je posljednji album grupe na kojem je sudjelovao pjevač Pasi Koskinen.

## Snimanje i objava
Prije nego što je započelo snimanje albuma, bubnjar Pekka Kasari napustio je skupinu zbog obiteljskih razloga te ga je zamijenio Jan Rechberger koji je već bio bubnjar sastava od 1990. do 1995. godine. Ugovor za objavu albuma koji je Amorphis potpisao s diskografskom kućom Relapse Records istekao je nakon objave prethodnog albuma Am Universum, no grupa nije potpisala novi ugovor prije početka produkcije Far from the Suna jer nije željela nikakve vanjske utjecaje. Pasi Koskinen opisao je proces snimanja "vrlo opuštenom radnom atmosferom, nismo imali nikakav pritisak u pogledu vremena, gitare i klavijature snimili smo u vlastitome studiju - bez tuđeg tlačenja. Imali smo sve vrijeme koje nam je bilo potrebno". Nakon što je završila sa snimanjem albuma, skupina je potpisala ugovor s izdavačem Virgin Records.
Album je u Europi bio objavljen 26. svibnja 2003. Početkom svibnja te godine sastav je objavio singl za pjesmu "Day of Your Beliefs" te je 10. srpnja 2003. bio objavljen drugi singl, "Evil Inside". Album je u Sjevernoj Americi bio objavljen 7. srpnja 2004., više od godine dana kasnije. Ova je inačica albuma bila objavljena u formatu klizne kutije s novom naslovnicom te je sadržavala pet bonus pjesama, od kojih je prvih tri već bilo objavljeno na b stranama singlova.

## Glazbeni stil, naslovnica i tekstovi pjesama
Far from the Sun direktniji je i više orijentiran na žanr heavy metala od svojeg prethodnika Am Universuma. Sastav se usto u svojim pjesmama prestao koristiti saksofonom.
U prvom je planu i psihodelična atmosfera koja podsjeća na mnoge psihodelične rock sastave koji su djelovali tijekom 1970-ih. Skupina se koristi sintesajzerom, Hammond orguljama, sitarom, distorzijom te mnogobrojnim gitarističkim efektima (poput phasera i delaya). Za razliku od prethodnog albuma melodije pjesama ovog su puta ukorijenjene u tradicionalnoj finskoj narodnoj glazbi.
Pjesma "Planetary Misfortune" nova je inačica pjesme "Too Much to See"; "Too Much to See" bila je objavljena 2001. godine na b strani singla "Alone" te kao bonus pjesma na albumu Am Universum. Na novoj su inačici melodija i tematika ostale iste, no do promjene je došlo u njihovom aranžmanu te je za pjesmu bio napisan novi tekst.
Naslovnica albuma prikazuje Ukonvasaru (hrvatski: Ukkov čekić), simbol sličan Mjollniru, stiliziranu na crvenoj pozadini. Pasi Koskinen izjavio je kako je ovo skromna i jednostavna naslovnica te da je u čistom kontrastu s organskim naslovnicama albuma Tuonela i Am Universum; dodatno je komentirao: "Jednostavna naslovnica tu je da skrene pozornost na glazbu." Čekić također upućuje i na ranu Amorphisovu prošlost jer je skupina prikazala isti čekić na naslovnici svojeg drugog studijskog albuma Tales from the Thousand Lakes.
Kao i na Am Universumu, prethodnom albumu grupe, tekstovi pjesama na albumu nisu povezani s finskom mitologijom.

## Popis pjesama
Tekstovi: Pasi Koskinen, glazba: Amorphis.
| 1.    | »Day of Your Beliefs«  | 5:03 |
| 2.    | »Planetary Misfortune« | 4:27 |
| 3.    | »Evil Inside«          | 3:57 |
| 4.    | »Mourning Soil«        | 3:48 |
| 5.    | »Far from the Sun«     | 4:00 |
| 6.    | »Ethereal Solitude«    | 4:31 |
| 7.    | »Killing Goodness«     | 3:55 |
| 8.    | »God of Deception«     | 3:39 |
| 9.    | »Higher Ground«        | 5:39 |
| 10.   | »Smithereens«          | 4:52 |
| 43:51 |                        |      |

| Bonus pjesme s digipak inačice | Bonus pjesme s digipak inačice        | Bonus pjesme s digipak inačice | Bonus pjesme s digipak inačice | Bonus pjesme s digipak inačice | Bonus pjesme s digipak inačice | Bonus pjesme s digipak inačice | Bonus pjesme s digipak inačice | Bonus pjesme s digipak inačice | Bonus pjesme s digipak inačice |
| Br.                            | Skladba                               | Trajanje                       |                                |                                |                                |                                |                                |                                |                                |
| ------------------------------ | ------------------------------------- | ------------------------------ | ------------------------------ | ------------------------------ | ------------------------------ | ------------------------------ | ------------------------------ | ------------------------------ | ------------------------------ |
| 11.                            | »Shining Turns to Grey«               | 2:59                           |                                |                                |                                |                                |                                |                                |                                |
| 12.                            | »Follow Me into the Fire«             | 5:27                           |                                |                                |                                |                                |                                |                                |                                |
| 13.                            | »Darkrooms«                           | 3:23                           |                                |                                |                                |                                |                                |                                |                                |
| 14.                            | »Dreams of the Damned«                | 4:49                           |                                |                                |                                |                                |                                |                                |                                |
| 15.                            | »Far from the Sun (Acoustic Version)« | 4:20                           |                                |                                |                                |                                |                                |                                |                                |
| 64:49                          |                                       |                                |                                |                                |                                |                                |                                |                                |                                |

## Recenzije
AllMusicov glazbeni kritičar Wade Kergan kritizirao je album, izjavljujući kako Far from the Sun ne nudi ništa novo. Dodao je: "Far From the Sun, koliko god da je vješto realiziran i oblikovan, ispada kao još jedan korak prema zajedničkoj sredini. Još malo dalje od Sunca i Amorphis će vrlo vjerojatno uvenuti i nestati".
Frank Albrecht, recenzent njemačkog glazbenog časopisa Rock Hard, retrospektivno je spomenuo album u svojoj recenziji naknadnog albuma sastava Eclipse te je izjavio da je "uistinu predivan, ali [je] više album za opuštanje; [ovo je album] koji ćete slušati nakon propijene noći kako biste mogli mirno spavati."

## Zasluge
| Amorphis - Pasi Koskinen – vokali - Esa Holopainen – solo gitara - Tomi Koivusaari – ritam gitara - Santeri Kallio – klavijature - Niclas Etelävuori – bas-gitara - Jan Rechberger – bubnjevi | Ostalo osoblje - Thomas Eberger – mastering - Hiili Hiilesmaa – miksanje - Juha Jantti – dodatni inženjer zvuka - Jouko Lehtola – fotografija - John McGregor – produkcija (vokala) - Hannu Leidén – produkcija - Juha Laakso – produkcija - Nikk Bingo – produkcija - Sande Kallio – produkcija |